# Romano Corsini
Romano Corsini detto Romanino (Roma, 2 febbraio 1929 – Velletri, 9 agosto 2013) è stato un fantino italiano.
Romanino ha disputato cinque volte il Palio di Siena, vincendo in una occasione. Può vantare il primato (condiviso con soli nove fantini nell'ultimo secolo) di aver vinto il Palio all'esordio.

## Carriera
Romanino debuttò al Palio di Siena in modo del tutto casuale, il 16 agosto 1955. La Selva aveva infatti montato nella prima prova tale Pietro Cutrone, in realtà nome falso (usato per aggirare il regolamento) di Antonino Pecoraro, fratello del più noto Rosario detto Tristezza. La contrada fu costretta a cambiare fantino, e scelse proprio Romano Corsini, che aveva già disputato la prima prova nella Lupa.
Sembrava una carriera già "preparata" per Giuseppe Gentili detto Ciancone della Tartuca, che montava la forte cavalla Gaudenzia. Sottovalutato da tutti i "big" della Piazza, Romanino partì nettamente in testa e mantenne la prima posizione per i tre giri. I racconti dell'epoca tramandano che il fantino romano vinse da ubriaco, avendo bevuto parte del beverone preparato per la sua cavalla Archetta (che invece lo rifiutò).
Negli anni successivi Romanino fu più volte ostacolato dai fantini, e quella del 1955 rimase la sua unica vittoria al Palio di Siena.

## Presenze al Palio di Siena
Le vittorie sono evidenziate ed indicate in neretto.
| Palio          | Contrada   | Cavallo      | Note   |
| -------------- | ---------- | ------------ | ------ |
| 16 agosto 1955 | Selva      | Archetta     |        |
| 16 agosto 1956 | Chiocciola | Signorina II |        |
| 2 luglio 1957  | Selva      | Archetta     |        |
| 16 agosto 1957 | Lupa       | Archetta     | scosso |
| 2 luglio 1958  | Bruco      | Capriola     |        |